# Solt vasútállomás
Solt vasútállomás egy Bács-Kiskun vármegyei állomás, melyet a MÁV üzemeltet. Jelenleg csak teherforgalom van, Kunszentmiklós-Tass felé, Dunapataj felé semmilyen közlekedés nincs.

## Vasútvonalak
Az állomást az alábbi vasútvonalak érintik:
- Kunszentmiklós-Tass–Dunapataj-vasútvonal

## Kapcsolódó állomások
A vasútállomáshoz az alábbi állomások vannak a legközelebb:
- Dunaegyháza megállóhely (Kunszentmiklós-Tass vasútállomás, Kunszentmiklós-Tass–Dunapataj-vasútvonal)
- Állampuszta megállóhely (Dunapataj megállóhely, Kunszentmiklós-Tass–Dunapataj-vasútvonal)

## Forgalom
A személyszállítás 2007. március 4-én megszűnt, de idáig van teherforgalom Kunszentmiklós-Tass felől.

## Megközelítése
Az állomás Solt keleti részén helyezkedik el, közúti megközelítését az 52-es főútból kiágazó solti Vasút utca biztosítja.